# Языки Сомали

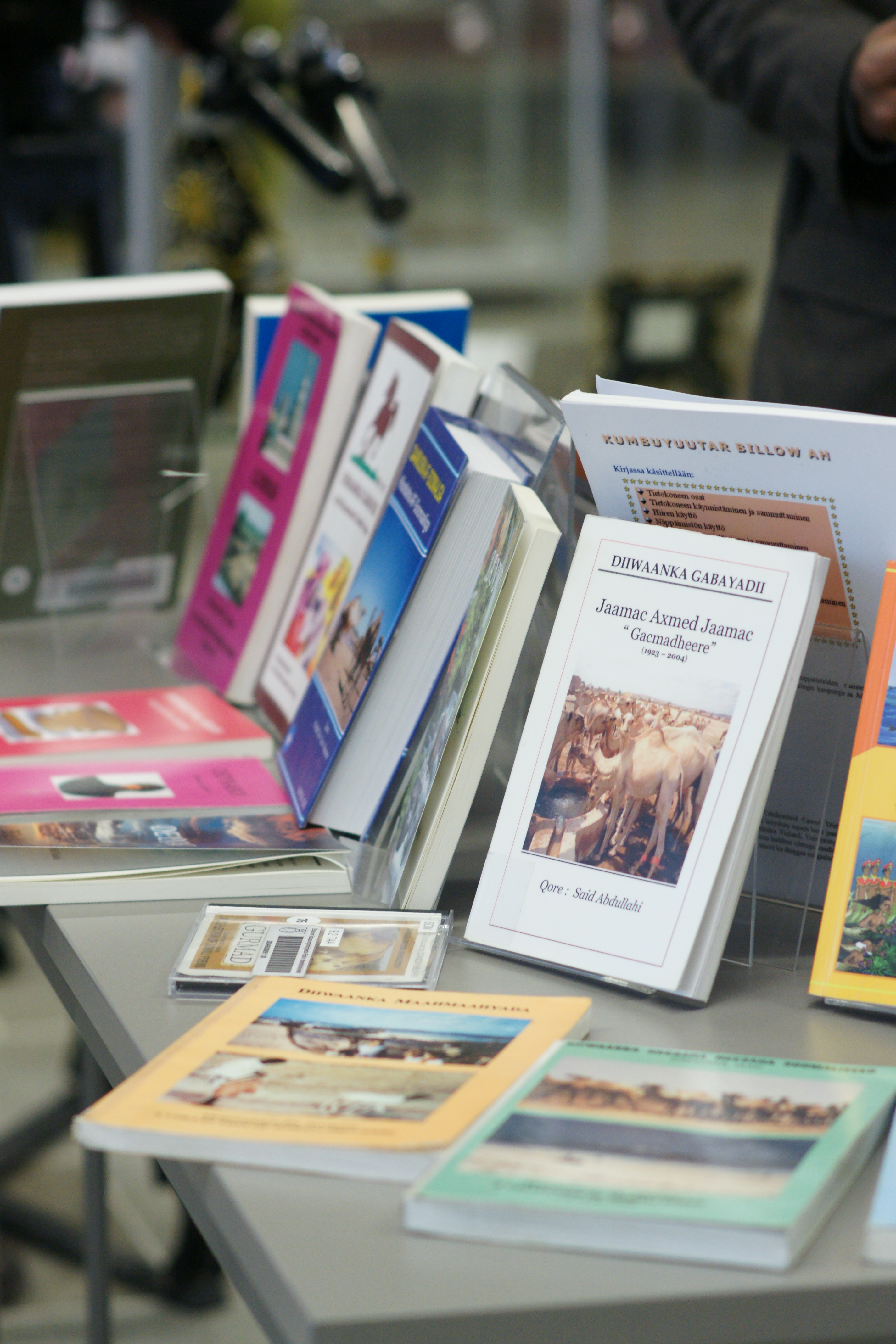
Учебники на сомалийском языке

Языки Сомали — языки, использующиеся на территории Сомали, в том числе диалекты. В список языков Сомали можно внести официальный язык Сомали — сомалийский язык, арабский (наряду с сомалийским является официальным), итальянский, английский и многие другие диалекты и региональные языки.

## Государственные языки

### Сомалийский язык
Сомалийский язык — самый распространенный в Сомали и является родным для большинства жителей страны, он входит в состав семьи Кушитских языков, которая, в свою очередь, является частью макросемьи афразийских языков. Самые родственные языки — афарский язык и сахо.
Точное число говорящих на данный момент неизвестно. По некоторым источникам, 7,78 миллионов говорящих на сомалийском языке проживает на территории Сомали и 12,65 миллионов — по всему миру.
На сомалийском языке разговаривают жители Сомали, а также часть жителей Джибути, Эфиопии, Йемена и Кении.
Сомалийский язык разделён на 3 основных диалекта, Северный, Банадир и Май-май. Северный диалект самый распространённый и классифицируется как стандартный сомалийский язык. Банадиир распространён в регионе Банадир в южной части Сомали. На Май-май говорят кланы Дигир и Мирифл в южных частях Сомали.

### Арабский
Арабский наряду с сомалийским является вторым государственном языком в Сомали. Связано это с тем, что Сомали — исламское государство и под влиянием ислама культивируется арабский язык, а также тот фактор, что Сомали находится рядом с Аравийским полуостровом. Во многих школах преподаётся арабский, на этом языке изучаются исламские законы и писания, а также проводятся исламские собрания. Многие сомалийские СМИ выходят на арабском.

### Иностранные языки
В школах широко преподаётся английский язык. Раньше официальным языком был итальянский, но после обретения независимости его влияние и популярность упали до нуля. Другой язык — этнический браванесский диалект (известный как чимвини или чимбалази) является родным для народа браванес, который является этническим меньшинством.
Всего в настоящее время в Сомали 14 языков: авеер, английский, арабский, боон, борана-арси-гуджи-оромо, гарре, дабарре, джиидду, итальянский, маай, мушунгулу, сомалийский, суахили, тунни.

## Письменность

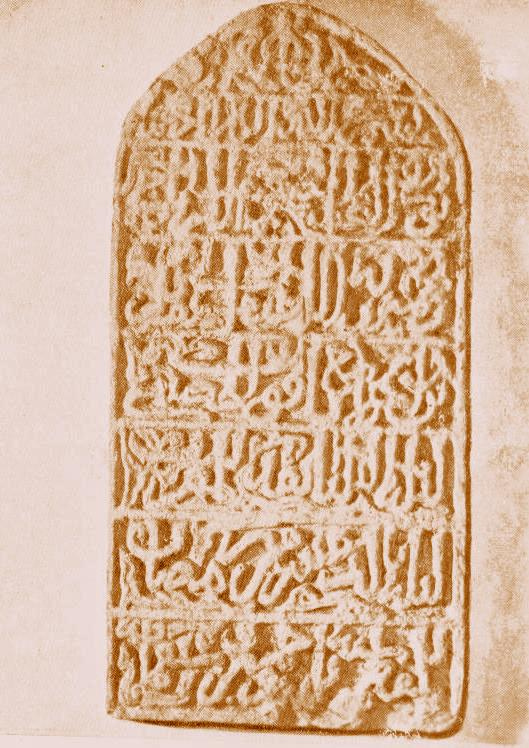
Табличка, написанная арабскими буквами, XIV век

С момента прихода ислама была широко распространена арабская письменность. С 1972 года президент Сомали Сиад Барре представил сомалийскую латиницу, которая была специально адаптирована под язык сомалийским лингвистом Шире Джама Ахмед. Алфавит содержит 21 согласную и 5 гласных букв, в алфавите отсутствуют p, v и z. До этого в 60-е годы шли широкие споры относительно письменности, было разработано десятки алфавитов и письменных систем. До этого использовали системы Османья, Борама и Каддаре, основанные на арабской письменности.